# Christoph Moes
Christoph Moes (* 1973) ist ein deutscher Notar und Honorarprofessor für Privatrecht an der Universität Augsburg.

## Biografie
Moes besuchte das Herder-Gymnasium in Forchheim. Nach seinem Zivildienst am Universitätsklinikum Tübingen studierte er Rechtswissenschaften an den Universitäten Erlangen, Tübingen, Genf und München. Nach dem Rechtsreferendariat absolvierte er 2002/2003 einen Masterstudiengang an der Harvard Law School (LL.M.). Von 2003 bis 2008 war Moes Notarassessor bei der Landesnotarkammer Bayern und währenddessen von 2006 bis 2008 als wissenschaftlicher Mitarbeiter an das Bundesverfassungsgericht in Karlsruhe abgeordnet, wo er im Dezernat für Steuer- und Finanzverfassungsrecht bei der Richterin Lerke Osterloh arbeitete. Seit 2008 ist er Notar in Augsburg. Im Jahr 2010 wurde Moes mit der Arbeit „Die Steuerfreiheit des Existenzminimums vor dem Bundesverfassungsgericht“ an der Johann Wolfgang Goethe-Universität Frankfurt am Main promoviert. Sie wurde 2011 mit dem Albert-Hensel-Preis der Deutschen Steuerjuristischen Gesellschaft ausgezeichnet. Seit 2021 ist Moes Honorarprofessor für Privatrecht an der Universität Augsburg.

## Tätigkeit
Der Schwerpunkt von Moes’ wissenschaftlicher Tätigkeit liegt in der Rechtsdogmatik der Vertragsgestaltung und im Steuerrecht. Daneben publiziert er regelmäßig zu rechtspolitischen Themen (ZEIT, FAZ, Cicero).

## Werke (Auswahl)
- Die Steuerfreiheit des Existenzminimums vor dem Bundesverfassungsgericht – Eine ökonomische, steuersystematische und grundrechts-dogmatische Kritik des subjektiven Nettoprinzips, Nomos-Verlag 2011
- Vertragsgestaltung, Lehrbuch, C.H. Beck 2020
- Die Erbschaftsteuer zwischen Politik und Verfassungsrecht – eine Revue, Juristenzeitung (JZ) 2017, 858
- Cum/Ex: Rechtserzeugung im Grenzgebiet von Zivil-, Steuer- und Strafrecht, Juristenzeitung (JZ) 2020, 529–541
- Preiskontrolle als Aufgabe des Vertragsrechts, Zeitschrift für die gesamte Privatrechtswissenschaft (ZfPW) 2021, S. 257
- Nicht noch ein Professor, Frankfurter Allgemeine Zeitung vom 17. März 2016, S. 10
- Ein neuer Typ – Rechtswissenschaft als politischer Beruf, Frankfurter Allgemeine Zeitung vom 10. Februar 2022, S. 6